# 질소
질소(窒素←영어: Nitrogen 나이트러겐[*],일본어: 窒素 짓소[*])는 비금속 화학 원소로, 기호는 N(←라틴어: Nitrogenium 니트로게니움[*])이고 원자 번호는 7이다. 일반적으로 질소원자 두 개가 결합하여 무색, 무미, 무취인 기체 상태로 존재한다. 질소는 지구 대기에서 가장 많은 비중을 차지하며, 또한 지구상의 모든 생명체의 구성물이다. 또한 질소는 아미노산, 암모니아, 질산 그리고 시안화물과 같은 화합물을 구성하는 성분이기도 하다.

## 역사
1776년 앙투안 라부아지에가 증명하였다. 원소명은 그리스어의 “초석(nitre)에서 생긴다(genes)”에서 따왔다. 한자어 질소(窒素)는 독일어 Stickstoff에서 유래하였다.

## 존재
질소는 대기에서 발견되는데, 그 양은 부피 백분율로 대기의 78.09%, 질량 백분율로 75.54%를 차지한다. 질소는 지표상에서 화성암의 형태로도 존재하지만, 다른 원소보다 많은 양이 존재하고 있지는 않다. 질소는 태양 대기, 흑점, 성운 등에서도 발견된다. 또한 질소는 생명체에서 단백질, 알칼로이드 등의 구성 원소로서 필수적인 성분이다. 주로 초석(硝石, saltpeter, 질산칼륨(KNO3))의 형태로 많이 산출되며, 칠레의 칠레초석이 유명하다.

## 성질

### 물리적 성질

#### 질소 원자의 성질
바닥상태에서의 질소 원자의 전자 배치는 1s22s22p3이다. 전기 음성도는 폴링 척도로 3.0이며, 이는 질소가 속해 있는 15족 원소 중에서는 가장 높은 값이다. 질소의 순차적 이온화 에너지는 다음과 같다.
| 차수          | 1차     | 2차      | 3차      | 4차      | 5차      | 6차       |
| 이온화 에너지 | 14.54eV | 29.605eV | 47.426eV | 77.450eV | 97.863eV | 551.925eV |
질소 원자의 이온화 에너지는 비교적 높은 편이며, 이는 질소 원자가 상온에서 화학 반응 중에서도 단원자 양이온을 잘 만들지 않는 원인이 된다. 그러나 N3-과 같은 다원자 음이온은 만들 수 있다.
질소 원자의 크기는 0.364 nm (3.64 Å)이다.

#### 원자핵의 성질
자연적으로 발견되는 동위 원소는 14N, 15N가 있고, 그중 14N이 대부분을 차지하고 있다. 12N, 13N, 16N, 17N는 방사성 동위 원소이다. 이들은 매우 불안정하여 빠르게 붕괴한다. 12N와 13N는 양전자를 내놓으며 붕괴(β+ 붕괴)한다. 12N의 반감기는 0.0125초이며, 13N는 9.93분이다. 16N과 17N는 전자를 내놓으며 붕괴(β- 붕괴)한다. 16N의 반감기는 7.35초이며, 17N은 4.14초이다. 12N, 13N, 16N, 17N는 반감기가 너무 짧아 분석에 활용하기 힘들다.

#### 질소 분자의 성질
질소는 주로 상온에서 이원자 분자를 이루고 있는 냄새, 색깔, 맛이 없는 기체의 형태로 존재한다. 녹는점은 -210°C, 끓는점은 -195.89°C이다. 임계 온도는 -147.1°C이며 임계 압력은 33.5atm이다. 0°C, 1atm에서 밀도는 1.25057g/L이다. 고체 상태의 질소는 육방정계 형태의 결정이다. 질소는 무극성 분자로서, 물에는 약간 녹고, 용해도는 온도가 증가할수록 감소한다. 알코올에도 약간 녹지만 다른 용매에는 녹지 않는 경우가 대부분이다.
방전으로 활성화할 수 있으며, 이 경우 활성 질소라 불린다. 활성 질소는 부분적인 전하를 띠고 있으며 불안정하고, 화학적으로 반응성이 높다. 시간이 지나면 금빛의 잔광을 내며 보통의 상태로 돌아간다. 원자핵의 반지름은 약 10−4Å이다. 이원자 분자 상태로 존재할 때 질소 원자 간 거리는 1.0976Å이다. 바닥상태의 이원자 분자에서 질소 원자 간의 결합은 하나의 시그마 결합과 두 개의 파이 결합으로 구성되어 있는 삼중 결합이다. 결합 에너지는 942kJ/mol이다.
질소 분자의 크기는 0.174 nm (1.74 Å)이다.

### 화학적 성질

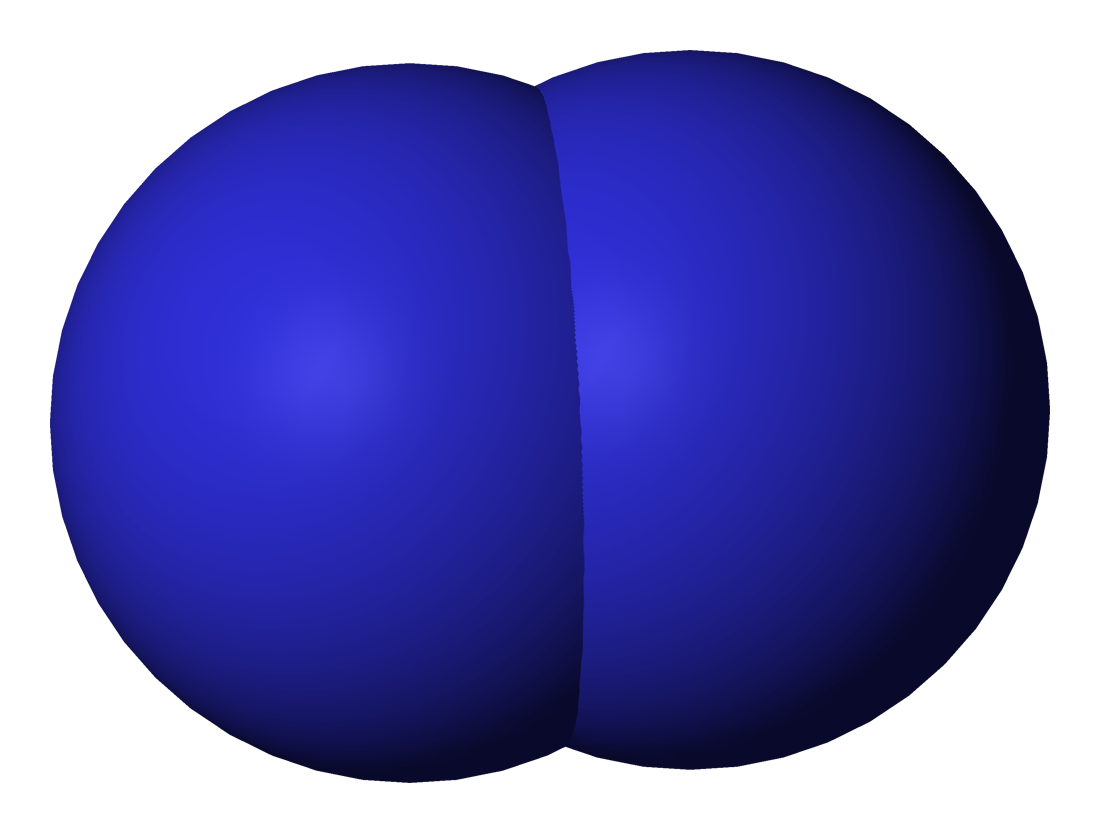
질소의 분자 구조

질소가 가질 수 있는 산화수는 -3에서 +5까지로 넓은 편이다. 각각의 산화수는 모두 안정한 화합물을 만들 수 있다. 이원자 분자 상태로 존재하는 질소는 삼중 결합을 포함하고 있어 3000°C 이상으로 가열해도 약간의 해리가 일어날 뿐이다. 상온에서 반응성이 크지 않지만 고온에서는 대부분의 비금속, 금속과 반응할 수 있다.

### 다른 원소와의 반응
질소의 다른 원소와의 반응은 다음과 같은 것들이 있다.
- 수소와 반응하여 암모니아를 생성할 수 있다. 이는 전기 방전을 통해서도 가능하고 고온, 고압에서 촉매를 사용함으로써도 가능하다.
- 산소와 고온에서 반응하여 질소 산화물을 생성한다. 고온에서 생성되지만, 질소 산화물의 해리 속도는 느리기 때문에 질소 산화물 자체는 상온에서도 존재할 수 있다.
- 붕소, 규소, 인과 고온에서 반응할 수 있다.
- 염소, 브로민, 아이오딘, 황, 셀레늄과 반응할 수 있으나 그 생성물은 불안정하다. 그러나 플루오린과는 안정된 화합물을 생성할 수 있다.
- 리튬과 반응하여 질화 리튬(Li3N)을 생성한다. 다른 알칼리 금속과는 반응하지 않는다.
- 알칼리 토금속과는 Mg3N2과 같은 조성의 화합물을 생성한다.

### 활성 질소의 반응
방전으로 인해 생성되는 활성 질소는 화학적으로 반응성이 일반 질소에 비해 더 높으며, 반응식에서는 N2*로 표기된다. 활성 질소는 다음과 같은 반응에 연계되어 있다.
- 흰인과 반응하여 붉은인 또는 질화 인을 생성한다.
- 나트륨과 반응하여 질화 나트륨을 생성한다. 반응식은 다음과 같다.

6 Na + N2* → 2 Na3N
- 일산화 질소와 반응하여 질소와 산소 분자를 생성한다. 반응식은 다음과 같다.

2 NO + N2* → 2 N2 + O2
- 아세틸렌과 반응하여 사이안화 수소를 생성한다. 반응식은 다음과 같다.

HC≡CH + N2* → 2 HCN
- 에틸렌과 반응하여 사이안화 수소를 주로 생성하고 부산물로 에테인, 메테인, 아세틸렌 등이 생성된다.

## 방법
실험적으로 질소를 얻는 방법은 다음과 같은 것이 있다.
- 진한 아질산 암모늄 용액을 70°C로 가열하여 얻는다.
- 암모니아를 니켈 분말 상에서 1000°C로 가열하면 질소와 수소로 분해된다. 그 후 냉각시켜 끓는점 차이를 이용하여 질소와 수소를 분리한다.
- 공기를 가열한 구리관을 통과시킨다. 이 경우 약 1%의 아르곤을 불순물로 포함하게 된다.

공업적으로는 다음과 같은 방법을 사용한다.
- 공기를 액화시킨 후 분별 증류하여 질소를 분리해 낸다. 이 방법은 공업적으로 가장 많이 사용되는 방법이다.
- 공기를 탄소나 피로갈롤 등의 환원제로 처리한다. 이 경우 이산화 탄소가 질소와 함께 발생하는데, 이산화 탄소는 물에 녹이는 방법 등으로 제거한다.

## 용도

### 생물학
질소는 주로 암모니아 합성에 많이 사용된다. 암모니아의 형태로 바뀐 질소는 이후 질산 등의 질소 화합물 합성이나 비료 생산 등의 재료로 사용될 수 있다. 액체 질소는 냉각제로 사용되기도 한다.

### 화학
질소는 다이너마이트를 비롯한 각종 폭약을 만드는 데 기본적인 원료로서 사용된다.

### 공업
- 공장, 철 구조물, 구리 자동차, 철도차량 용접에 사용된다.
- 원료의 분쇄 및 재활용에 사용된다.
- 아이스크림 제조에 사용된다.
- 냉동식품의 급속냉동, 가공, 보존에 사용된다.
- 폭약 제조에 사용된다.
- 과자 봉지의 충전재로 쓰인다.

## 냉각장치
질소의 끓는 점이 -195.8℃이며, 산소나 수소 분자에 비해 안정적이므로 시료의 동결 보관 등에 널리 이용된다.

## 질소 화합물
질소는 많은 화합물의 구성 원소이다. 질소가 포함된 화합물에는 알칼로이드, 아마이드, 아민, 사이안화물, 하이드라진, 이미드, 질산, 아질산, 퓨린, 피리미딘, 요소 등 수없이 많다. 화학 공업에서도 질소가 포함된 암모니아는 세계에서 가장 많이 생산되는 화합물 중 하나이다.
질소의 산화수에 따른 질소 화합물의 예시는 다음과 같다.
| 산화수 | 예시                                          |
| ------ | --------------------------------------------- |
| +5     | 오산화 이질소, 질산, 질산화물, NO2X           |
| +4     | 사산화 이질소, 이산화 질소                    |
| +3     | 삼산화 이질소, 아질산, 아질산화물, NOX, NX3   |
| +2     | 일산화 질소                                   |
| +1     | 일산화 이질소, 하이포아질산, 하이포아질산화물 |
| 0      | N2                                            |
| -1/3   | 아자이드                                      |
| -1     | 하이드록실아민, 하이드록실암모늄 염           |
| -2     | 하이드라진, 하이드라지늄 염 하이드라자이드    |
| -3     | 암모니아, 암모늄 염, 아마이드, 이미드, 질화물 |

## 질소 고정
질소 고정이란 대기 중의 질소를 반응성이 높은 다른 화합물의 형태로 바꾸는 일련의 생물학적, 화학적 과정을 의미한다. 지구상에서 일어나는 질소 고정의 대부분은 미생물이 질소를 암모니아의 형태로 바꾸는 것이다. 질소 고정을 하는 대표적인 미생물로는 뿌리혹박테리아가 있다. 공업적으로 대기 중의 질소를 암모니아나 다른 형태의 화합물로 바꾸는 것 역시 질소 고정이라고 할 수 있다. 이때는 300atm의 고압과 200~300°C의 고온이 필요한데, 이는 미생물이 일으키는 질소 고정이 상온·상압 조건에서 이루어지는 것과는 매우 대조적이다.

### 생물학적 질소 고정
생물학적인 질소 고정 과정은 질소 동화라고 하기도 한다. 대기 중의 질소나 무기 질소 화합물을 생물체의 작용으로 유기 질소 화합물로 바꾸는 것을 의미한다. 주로 질소 고정 세균이 일으킨다.

### 화학 공업적 질소 고정
대기 중의 질소를 직접 사용할 수는 없으나, 이를 화학 공정을 통해서 암모늄염, 질산염, 사이안아마이드염, 사이안염 등의 사용할 수 있는 형태로 바꿀 수 있다. 이러한 공정도 질소 고정이라 칭한다. 질소 고정 과정은 질소 공업에 가장 기본적인 공정이 된다. 공업적으로 가장 많이 사용되는 공정은 질소를 암모니아의 형태로 만드는 것이다.

## 안전성
기체 상태의 질소는 독성이 없고 인화성 또한 없지만, 생명을 유지하는 데는 도움이 되지 못한다. 따라서 질소는 환기가 잘 되는 환경에서 보관·사용되어야 한다. 질소의 농도가 높은 밀폐된 공간을 출입할 때는 주의할 필요가 있다. 액체 상태의 질소는 온도가 극도로 낮기 때문에 취급에 주의를 요한다. 액체 질소가 피부 조직에 닿을 경우 조직을 급속도로 얼려 버릴 수 있고, 플라스틱이나 고무 등이 닿을 경우 부스러져 버릴 수 있다.
또한 해녀나 잠수부 등이 수심 깊은 곳에서 잠수할 경우 호흡으로 들어온 질소가 혈액 속에 녹아 있다가 기압이 낮은 물 위로 올라왔을 때 혈액 속의 녹은 질소가 기포가 되어 혈액 안을 돌아다니는 잠수병이 생길 수도 있다.

## 참고 문헌
- Considine, G. D. et al., Van Nostrand's encyclopedia of chemistry, 5th edition, Hoboken: Wiley-Interscience, 2005.
- Oxtoby, D. W. et al., Principles of Modern Chemisty, 6th edition, Belmont: Thomson Brooks/Cole, 2008.
- Parker, S. P. et al., McGraw-Hill encyclopedia of chemistry, New York: McGraw-Hill, 1993.
- 화학대사전편집위원회 편, 성용길, 김창홍 역, 《화학대사전》, 서울: 世和, 2001.